# Bubenreuth
Bubenreuth település Németországban, azon belül Bajorországban. Lakosainak száma 4637 fő (2023. december 31.). Bubenreuth Möhrendorf és Baiersdorf községekkel határos.

## Népesség
A település népessége az elmúlt években az alábbi módon változott:
| Lakosok száma | 241  | 880  | 4079 | 4104 | 4475 | 4578 | 4662 | 4670 | 4504 | 4637 |
|               | 1875 | 1950 | 1975 | 1987 | 2012 | 2014 | 2016 | 2017 | 2021 | 2023 |